# Marais
Pour les articles homonymes, voir Marais (homonymie).

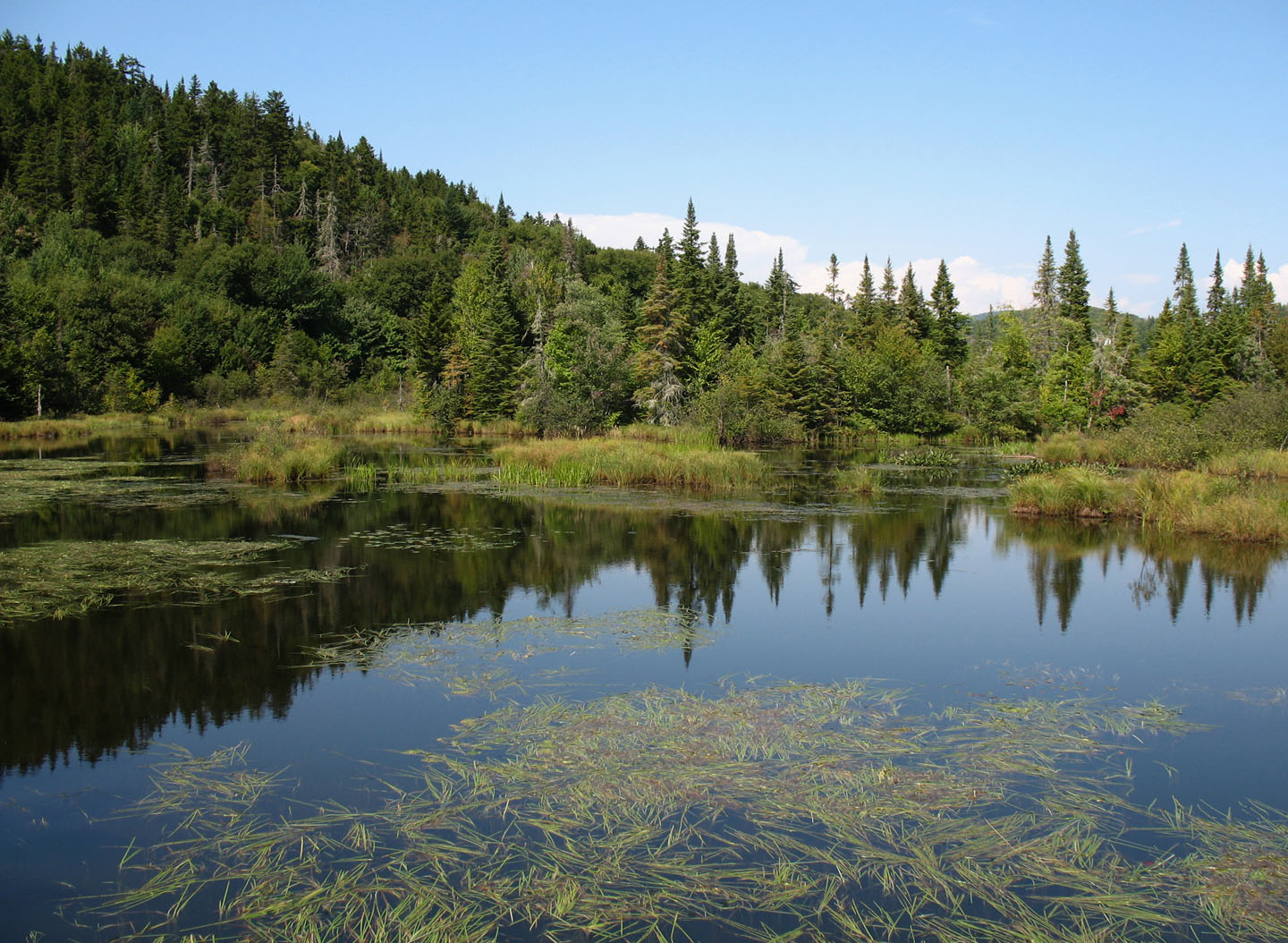
La réserve naturelle des Marais-du-Nord, au Québec.

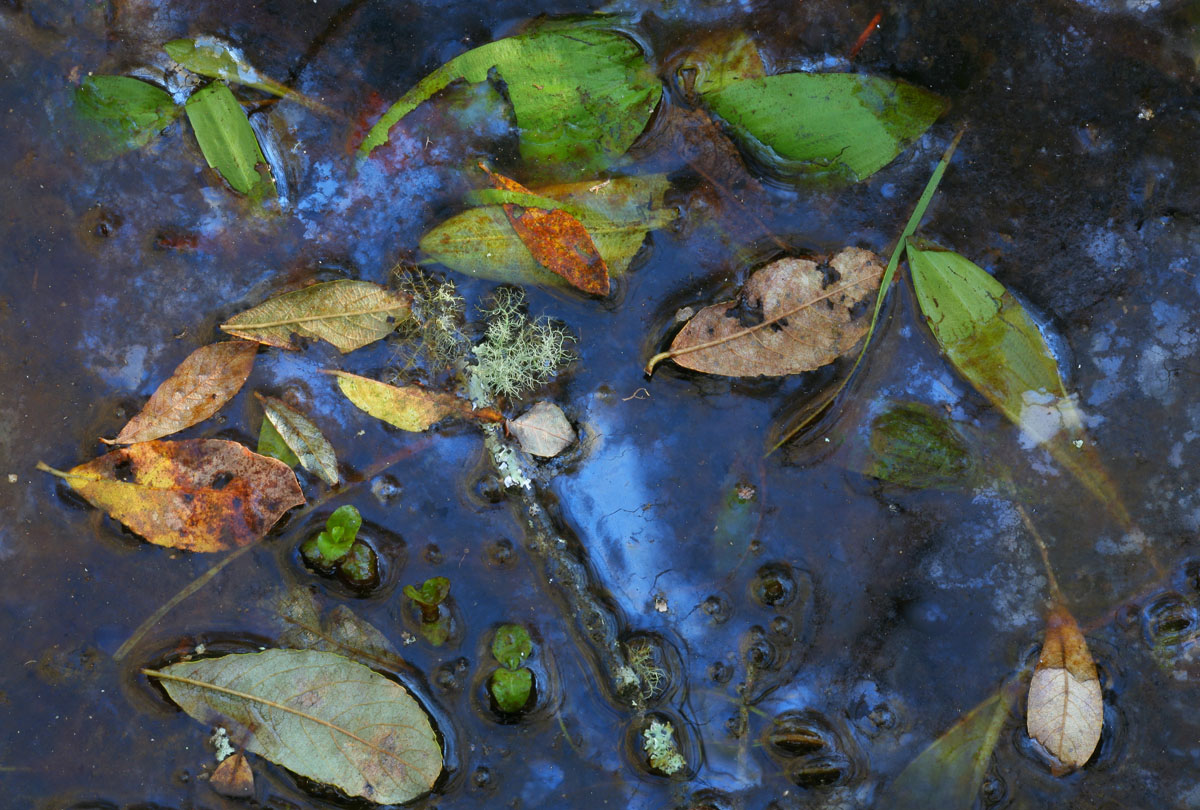
Reflets métallisés à la surface d'un marais landais, France.

En géographie, un marais est une couche d'eau stagnante, en général peu profonde, et envahie par la végétation aquatique ou herbacée. C'est une zone humide.
La végétation des marais est constituée d'espèces adaptées au milieu humide. Sa composition varie selon la hauteur de l'eau, l'importance des périodes d'assèchement, et le taux de salinité. Les espèces dominantes sont les poacées (roseaux), typhacées (massettes), les joncacées (joncs), cypéracées (carex), et autres plantes herbacées et aquatiques, et des plantes ligneuses basses. Dans les marais d'eau saumâtre, on rencontre des espèces halophiles.
Il se distingue d'une mangrove ou d'un bayou dominés par des arbres plutôt que des herbes ; et d'un étang par sa moindre profondeur de l'eau. Ce qui ramène aussi à la définition de « marécage », se référant à une étendue de terrain humide dominée à plus de 25 % de sa superficie par une végétation ligneuse, c'est-à-dire arbustive ou arborescente. Le français est imprécis la plupart du temps sur la distinction marais/marécage, par ailleurs de même racine. Dans le marécage « s’étendent des marais ». Le français québécois donne la définition qui suit de « marécage » : « Le terme marécage renvoie à une étendue de terrain humide ayant un couvert arbustif sur une partie de sa superficie (ce qui n'exclut pas la présence d'un certain nombre d'arbres) et où s'étendent des marais. » Dans un marais les arbres sont absents.
En plus haute altitude, il faut distinguer ce genre de marais avec ce qu’on nomme les hauts-marais ou tourbières bombées. Ce sont des marais dont l’approvisionnement hydrique provient essentiellement des précipitations, sans apport tellurique. De ce fait, les teneurs en éléments nutritifs sont très faibles. Un groupe d’espèces capables d’y pousser sont les sphaignes (Sphagnum sp.). Une des particularités de ces espèces est qu’elles accaparent les nutriments. Elles sécrètent également des ions H+ ce qui acidifie le sol et empêche le développement d’autres espèces. Les sphaignes ont l’avantage de n’être consommées par aucun herbivore.

## Formation
Les marais se forment dans des zones mal drainées par le réseau hydrographique, et à sous-sol imperméable. On le trouve dans des zones peu accidentées, soit à proximité de cours d'eau ou de la mer, ou encore dans des creux dépourvus d'écoulement vers la mer (endoréisme).
Notons l'existence en France du marais halophyte de la source chaude du Plan de Phazy à 900 m d'altitude. Très saline, la source engendre en ses alentours une pré salé rarement rencontré hors des zones de littoral marin, et encore plus rare à cette altitude. L'eau ruisselle du flanc de montagne puis descend dans la faille de la Durance de 1 000 m de profondeur, se réchauffant alors à raison de 1° par 33 mètres descendant. La source émerge à la cassure entre les calcaires triasiques du Rocher de Barbein et le flysch de l'Embrunais (des schistes de Serenne) affleurant plus à l'ouest. Faune et flore caractéristiques associées comprennent entre autres Plantain maritime (Plantago maritima), Carex à épis distants (Carex distans), Spergulaire marginée (Spergularia media), Puccinelle à épis distants (Pucinellia distans) pour la flore, et Agrion de Mercure et Sympetrum à nervures rouges pour la faune.
La formation des haut-marais est possible grâce à l’atterrissement d’un lac glaciaire. L’atterrissement consiste en une accumulation de matière organique au fond du plan d’eau. La formation de haut-marais continue par la colonisation des sphaignes lorsque le marais est presque entièrement atterré. À terme, nous observons une séparation de la tourbe et de la nappe phréatique. La partie supérieure forme la tourbe de haut-marais et la partie inférieure forme la tourbe de bas-marais ou la nappe phréatique minérale. Le processus complet est lent et dure plusieurs milliers d’années.

## Écosystème

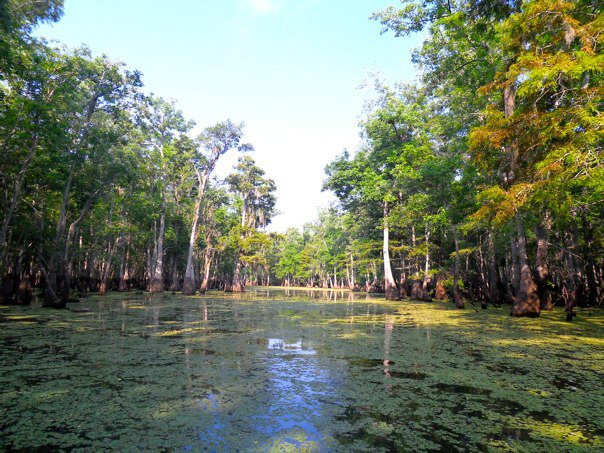
Marais à Slidell (Louisiane).

L'eau d'un marais peut être douce, stagnante, ou plus ou moins salée. Les marais côtiers peuvent être associés à des estuaires ou à des lagunes littorales. Les conditions étant particulièrement réductrices du fait du manque de dioxygène par engorgement en eau (hydromorphie), les éléments issus du sol et des matières organiques en décomposition se présentent sous des formes réduites très solubles et donc mobiles. Ces conditions anoxiques sont d'ailleurs propices à la formation de méthane par dégradation des glucides et d'hydrogène sulfuré par réduction du soufre qui confère au gaz des marais sa puanteur. Notre odorat est très sensible à ces gaz, l'hydrogène sulfuré devient nocif à partir du moment où sa concentration dans l'air est telle que le nerf olfactif est endormi, c’est-à-dire que si en progressant dans un marais l'odeur d’œuf pourri disparaît il est plus probable que loin d'avoir disparu, le gaz est en concentration suffisante pour avoir endormi l'odorat et donc qu'il devient nocif, en concentration modérée il provoque un engourdissement qui peut être la source d'accidents de la route par la suite : il vaut mieux dès lors quitter l'endroit.
L'eau venant des profondeurs du sol se charge en métaux, lorsqu'elle atteint la surface et certains micro-organismes vivent alors de leur oxydation. L'eau prend des reflets métalliques, à la différence d'une pellicule d'huile qui se ressoude et indique une pollution, c'est un biofilm, qui se craquellera sans se ressouder si quelque chose le touche. C'est une sorte de super-organisme impliqué dans le cyclage des éléments, la dépollution de l'eau, et c'est un écosystème à lui seul. Ces biofilms sont une matrice d'ancrage générée par exemple par des milliards de bactéries agglutinées, qui flottent ainsi juste sous la surface de l'eau, ce ne sont pas des pellicules d'hydrocarbures, la seule similitude étant leur aspect métallique, généralement ce type de biofilm se présente déjà avec un aspect fracturé.
La teinte des biofilms, qui ne sont pas seulement en surface de l'eau mais aussi au fond de l'eau sous forme de couche visqueuse, varie en fonction de l'élément utilisé par les micro-organismes pour vivre. La couleur rouille indique l'oxydation du fer, une couleur bleutée indique une oxydation du cuivre, un vert-violacé celle du soufre, quant à un blanc vitreux, l'élément peut être de l'aluminium, du calcium ou du soufre également. Dans le cas de ce biofilm flottant, la couleur est bleutée puis change et devient pâle au fur et à mesure qu'il vieillit et se dégrade, jusqu'à devenir translucide juste avant de se désintégrer. Il n'indique pas forcément une haute concentration en métaux de l'eau, simplement une eau stagnante et une certaine acidité des sols.
Les marais abritent une importante vie sauvage. Poissons et amphibiens s'y reproduisent et s’y nourrissent des millions d'insectes qui émergent de ces eaux peu profondes. Hors de l'eau, ces insectes serviront aussi de ressource alimentaire aux oiseaux et chauves-souris jusqu'à plusieurs kilomètres de la zone, jouant un rôle considérable pour la faune locale.
Les marais abritent ainsi de très nombreuses espèces rares, dont ils sont alors souvent les seuls habitats. C'est le cas de la gratiole officinale ou du piment royal par exemple pour la flore, du butor étoilé, des marouettes ou de la sarcelle d'été pour les oiseaux, du campagnol amphibie et autres pour les mammifères.
Dans les régions défavorisées, ils sont souvent insalubres à cause du paludisme, maladie grave due à un parasite du sang dont le cycle de vie passe par un moustique piqueur, l'anophèle (la larve de l'anophèle vit dans les eaux douces stagnantes). C'était le cas en France pour la Sologne, le Gâtinais, la Puisaye, la Brenne, les Landes, la plaine d'Alsace, les Flandres et bien d'autres régions jusqu'à la diminution de l'occurrence de cette maladie à partir du milieu du XIXe siècle, jusqu'à sa quasi-disparition juste avant la Première Guerre mondiale. L'assainissement des marais permet de lutter efficacement contre le paludisme mais la perte de biodiversité globale du marais asséché est irremplaçable.

### Adaptations des plantes à l'environnement palustre
Les plantes palustres vivent tantôt sous l'eau et tantôt hors de l'eau. Leur génome leur confère des adaptations leur permettant de modifier rapidement leur métabolisme en cas d'immersion, de même pour les graines ou spores. Certains arbres présentent aussi des adaptations à l'ennoiement plus ou moins long des racines ou des pousses ou des graines,.
L'inondation ou l'exondation est souvent chez ces espèces l'un des stimuli de levée de dormance.
Le gestionnaire de forêts inondables peut tirer parti de ces adaptations.

## Le marais dans l'imaginaire

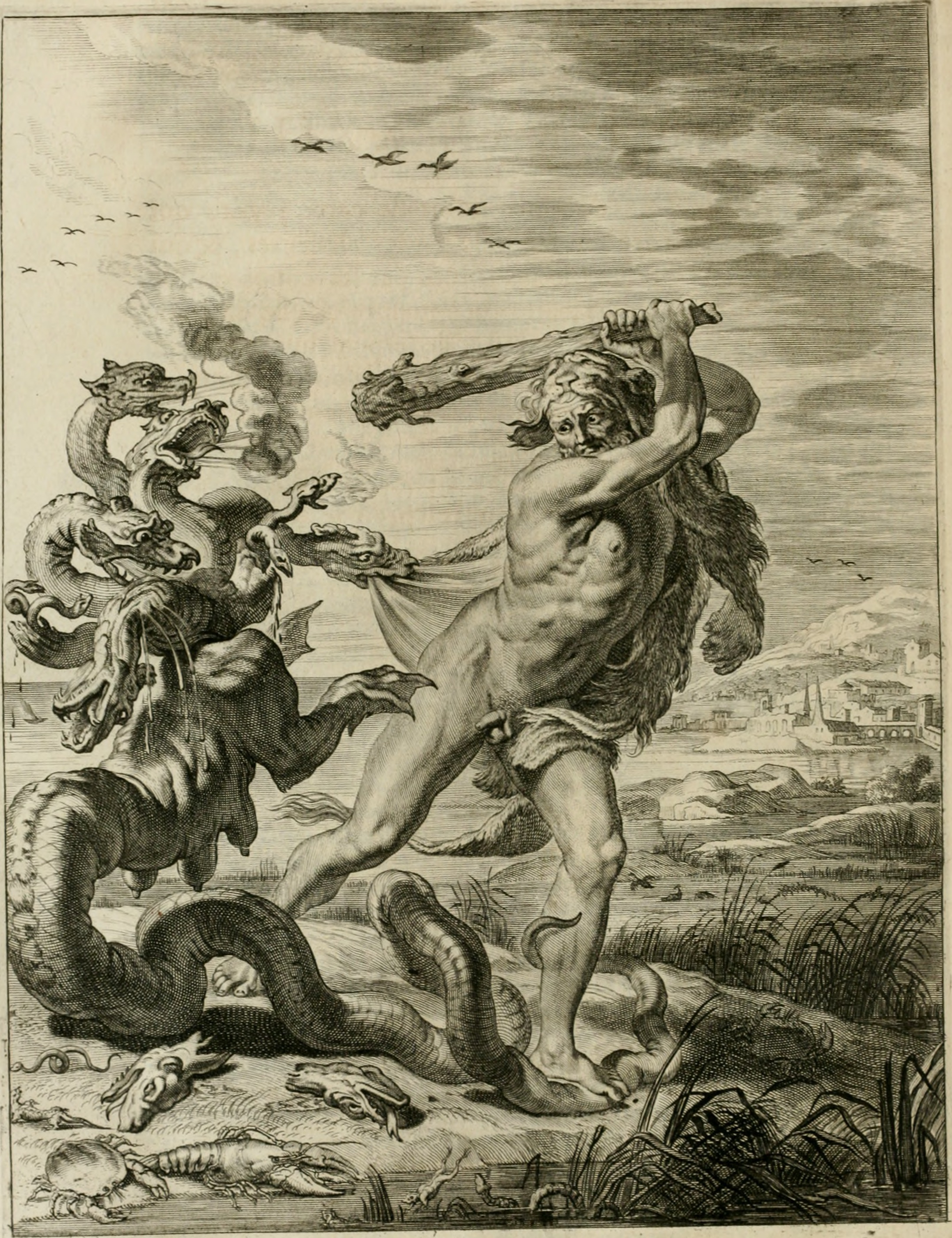
L'Hydre de Lerne et Hercule.

L'évaporation de l'eau des marais « en mettant à l'air les végétaux et les animaux qui par leur décomposition fournissent ces gaz délétères auxquels on attribue les maladies propres à ceux qui demeurent dans leur voisinage donne par conséquent lieu à ces maladies. » (André Thouin, 1844). Le marais était vu par les anciens comme stérile, inculte, improductif et insalubre. Les « vapeurs malignes et pestilentielles qui sortent des lieux marécageux et qui infestent les contrées voisines » rendaient le pays inhabitable, dans un univers qui depuis Hippocrate Ve siècle av. J.-C. attribue les fièvres aux miasmes, notamment dans les émanations malsaines des marais et marécages, le « mal des marais », le paludisme (le mot « palud », pour marais, se retrouve aussi dans le terme paludier ou différents toponymes). Lorsque les brises matinales soufflent vers la ville au lever du soleil, et apportent avec elles le brouillard des marais, mêlé à la brume, le souffle empoisonné des créatures des marais se transmet aux corps des habitants pour les rendre malsains (Vitruve). Dans ce contexte, chez les Grecs, un culte à la déesse Méphitis s'établit durablement. De même l'Hydre de Lerne était la personnification de la problématique des marais et Hercule le premier dessicateur. Lerne était un marais étendu et profond, « l'hydre qui l'habitait était l'emblème des maladies causées par les émanations paludéennes, et ses sept têtes renaissant à mesure qu'on les coupait, signifiaient que des travaux partiels ne suffisent pas à produire l'assainissement d'une contrée rendue malsaine par l'abondance des eaux stagnantes. Hercule amena l'écoulement de ces dernières en creusant de nombreux fossés. Le dessèchement complet du marécage fut la mort du monstre ». Grendel descendant de Caïn, depuis sa tanière, située dans un marécage, entend les chansons et les rires de la cour du roi danois Hrothgar ; Youdig, l'une des portes des enfers, se situe au cœur des tourbières de Yeun Elez ; l'Ankou n'est pas loin. Les feux follets sont des âmes en peine ; cette réputation du marais survit à l'ère de l'hygiénisme ; un médecin du XIXe siècle a-t-il forcé le trait ? L'habitant des pays d'étangs et de marais, dit-il, « a des caractères physiques qui lui sont propres : son ventre est volumineux, sa poitrine resserrée, son cou allongé, sa voix grêle, sa démarche lente et pénible, son regard terne et abattu, son teint pâle et livide, sa stature peu élevée et souvent contrefaite une transpiration abondante et presque continuelle l'affaiblit ; il n'a jamais joui complètement de l'existence et pour lui vivre c'est souffrir » ; c'est qu'il faut désormais à l'ère de la révolution agricole, apporter de l'ordre et de la rationalité dans ce milieu improductif.
À l'ère de la chevalerie lourdement équipée ou de l’artillerie, le marais a pu assurer une protection efficace à ses habitants, comme le rappelle la bataille des éperons d'or. Vauban recommande d'employer toutes diversités de terrain à sa fortification, comme autant d'avantages favorables que la nature présente, rivières, ruisseaux, étangs, marais, ravines, fossés, escarpements et généralement tout ce qui peut avantager la situation des lignes et l'appliquer à leur fortification : savoir pour les rivières et ruisseaux, rompre les gués et les faire servir d'avant-fossés ; aux lignes les étangs, les mettre entre vous et l'ennemi ; aux marais, en augmentant leur marécage ; et mettre devant les lignes, ravines, grands fossés et escarpements à même fin finalement.

## Valorisation par l'être humain
Ce que les Romains ont fait de plus mémorable en ce genre est d'avoir entrepris du temps de Claude, au Ier siècle, d'assécher le lac Fucin où ils ont employé trente mille hommes, pendant douze ans à percer une montagne de rochers pour y faire passer un canal de trois mille pas de longueur qui devait conduire les eaux de ce lac dans le Tibre. Le drainage définitif fut réalisé par Jean François Mayor de Montricher.
Les terrains marécageux sont qualifiés au XIXe siècle d'aquatique. On dirait aujourd'hui « hydromorphe ». On dit qu'un terrain est aquatique lorsqu'il est baigné d'eau pendant la plus grande partie de l'année. On dit qu'une plante est aquatique lorsqu'elle croît dans l'eau. Un terrain aquatique a ordinairement pour base un fond argileux que les eaux ne peuvent pénétrer et duquel elles ne peuvent s'écouler et s’évacuer par défaut de pente; depuis le marais où on enfonce pendant toute l'année - terrains aquatiques au premier degré -, jusqu'au pâturage (prairie humide) qui mouille à peine la semelle des souliers pendant l'été ; un pays peut être aquatique sans être marécageux, car il suffit pour lui donner ce nom qu'il soit abondamment pourvu d'eaux courantes ; un tel pays ne peut pas être aussi sain pour les hommes et les animaux qu'un pays sec mais il n'est pas ordinairement dangereux ; les moutons seuls se trouvent mal de la nourriture trop aqueuse qu'ils y trouvent ; sa fertilité est souvent considérable ; il possède ou peut fréquemment se procurer des débouchés faciles, au moyen des rivières ou des canaux. Les terrains aquatiques donnent naissance à des plantes particulières et susceptibles d'une culture différente. Les alluvions des terrains qui sans être aquatiques par la nature de leur sol, le sont devenus momentanément ou perpétuellement par leur position dans le voisinage d'une rivière ou d'un ruisseau par le débordement d'un lac ou d'un étang, etc..
Localement, sur certaines zones humides aux sols plus légers et où les eaux des inondations apportent chaque hiver de nombreux éléments nutritifs, l'être humain a développé des cultures très productives. C'est l'origine du maraîchage.
L'importance des marais comme « zone humide », naît avec le développement de l'écologie, lorsque l'on se rend compte enfin des services écosystémiques réalisés par le marais. L'impact des aménagements humains, sur la faune et la flore mais aussi sur le cycle de l'eau est aujourd'hui considérable et la plupart des milieux humides qui n'ont pas été détruits font l'objet aujourd'hui de mesures de protection.

### Tourbières

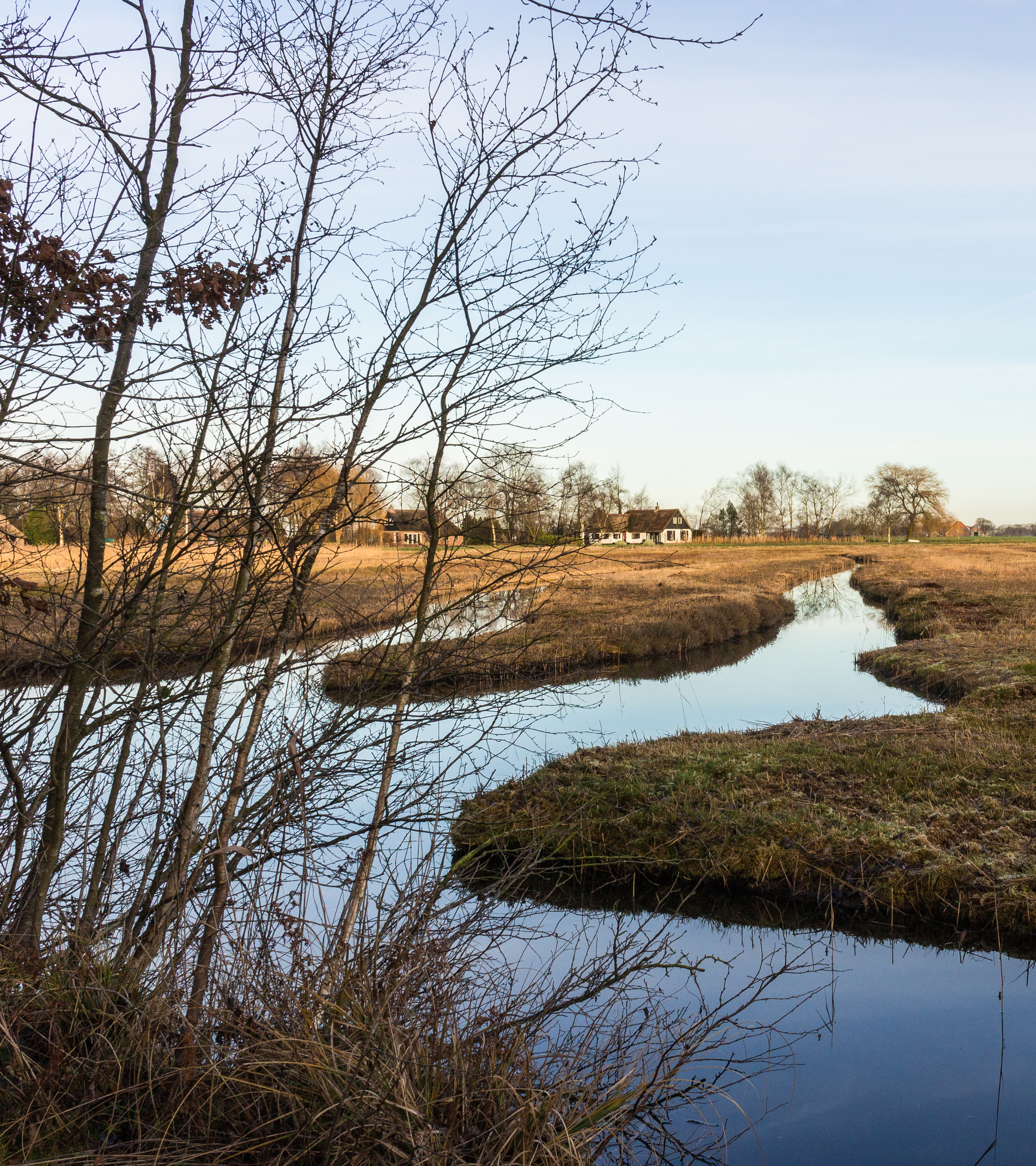
Parc national Weerribben-Wieden. Les fossés dans les roselières se produisent lors de la coupe de la tourbe dans les années précédentes.

La tourbe que l'on rencontre communément dans les endroits marécageux et les étangs forme quelquefois des amas puissant ou s'étend en couches plus ou moins épaisses. Elle n'est ordinairement recouverte que par de l'eau et des végétaux croissants. Les tourbières sont le résultat de la décomposition incomplète de la matière organique, conséquence de l'hydromorphie du sol et à l'anoxie qui en a résulté. À l'instar des récifs coralliens, les tourbières sont des formes de relief inhabituels en ce sens qu'elles découlent principalement de processus biologiques plutôt que physiques et qu'elles peuvent prendre des formes caractéristiques et des motifs de surface. Les tourbières possèdent une élasticité remarquable surtout lorsqu'elles sont humides, ce qui permet de faire remuer une grande étendue de ce terrain en frappant un de ses points. Les tourbières en s'imprégnant d'eau se gonflent et prennent alors une forme convexe et une mollesse qui rendent imprudent de chercher à s'aventurer sur leur surface. La tourbe est employée pour le chauffage, mais il faut en consommer beaucoup pour obtenir de la chaleur. En Hollande, avant de livrer une lande tourbeuse à l'exploitation on commence par y ouvrir des fossés afin de faire écouler l'eau du sol. Ce travail préparatoire de dessèchement exige d'ordinaire huit années, suivies du temps nécessaires à la dessiccation des mottes empilées symétriquement, tributaire des saisons pluvieuses. On l'emploie aussi la tourbe pour former des digues parce que lorsqu'elle est parfaitement imbibée, elle ne donne plus passage à l'eau. En Norvège, on a construit ces digues en plaçant un lit de tourbe entre deux murailles de moellons. On y a aussi construit des toits (torvtak). Les cendres de la tourbe sont un bon engrais pour les prairies. On obtient aussi un engrais, en plaçant la tourbe séchée à la place de litière sous les bestiaux ou en la mélangeant par lits alternatifs avec du fumier en fermentation. L'urine du bétail neutralise l'acidité de la tourbe qui passe ainsi en peu de temps à l'état de terreau.
Quand toute la tourbe est extraite on trouve au fond des tourbières des arbres qui appartiennent généralement à la famille des pins (mais aussi chêne (Quercus - « chêne des marais »), le pin (pinus), l’if (taxus), le cyprès des marais (taxodium) et le kauri (agathis). On déterre quelquefois des troncs énormes légèrement noircis et qui peuvent encore être employés aux usages industriels. On donne à ce matériau le nom de « morta », « Bog-wood » en anglais.

### Assèchements et atterrissements

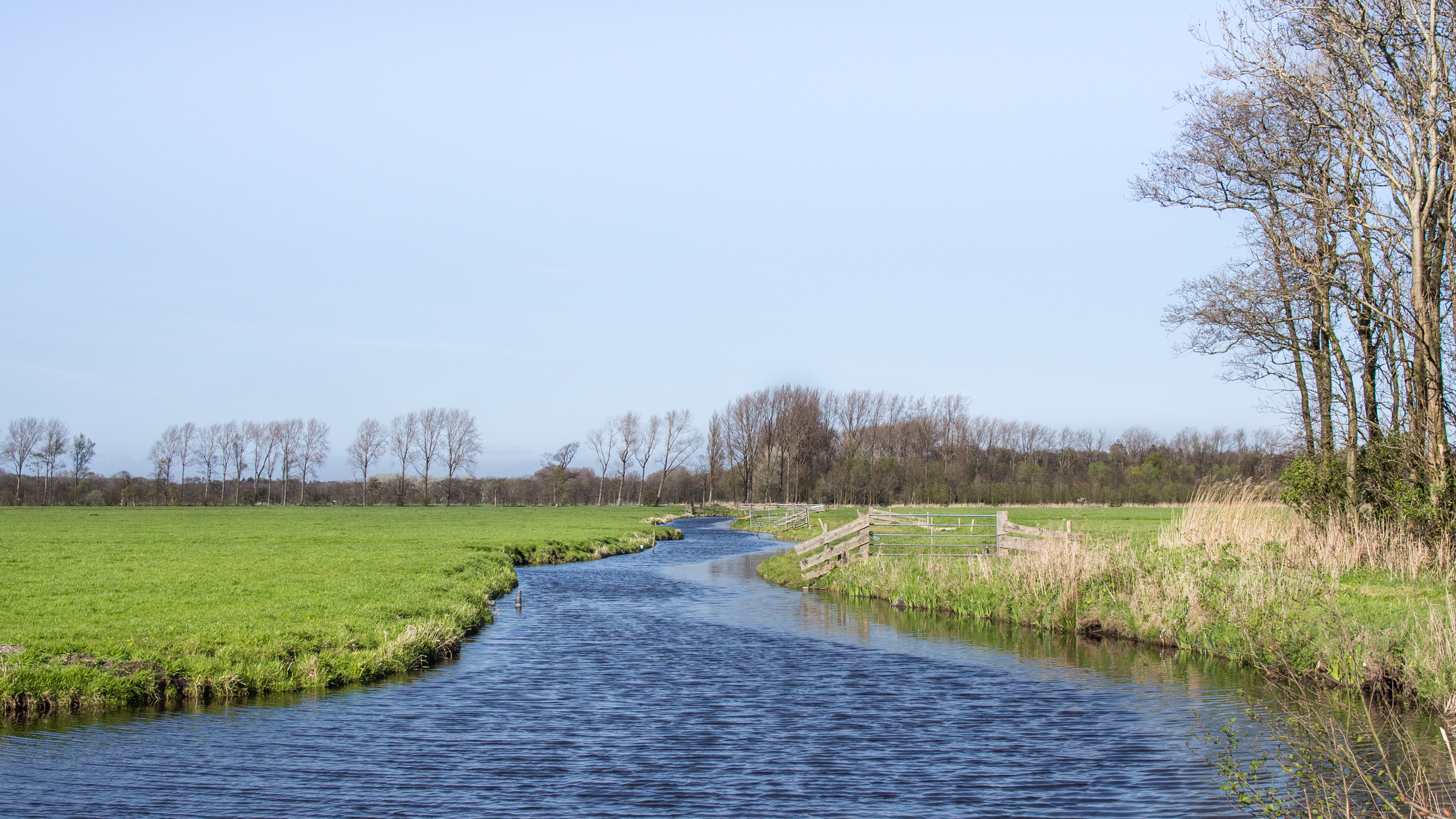
Les polders Duivenvoordse et Veenweidse ont été récupérés au Moyen Âge. Ce sont maintenant des zones protégées. Les bois à droite et au loin sont d'anciens taillis qui ont également été créés au Moyen Âge.

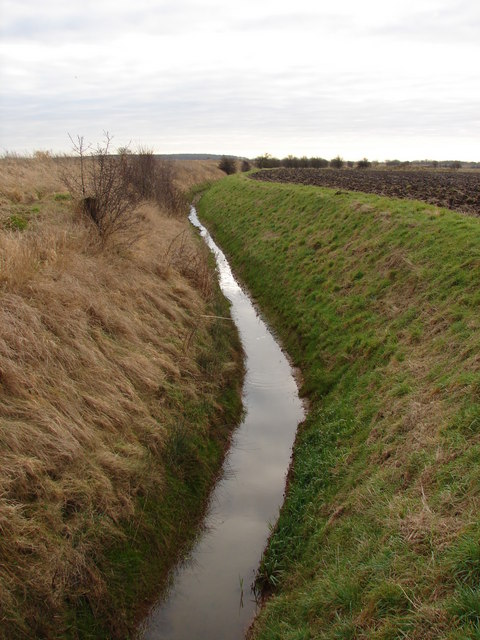
Bishopbridge, Lincolnshire, Grande-Bretagne. Fossé de drainage.

Au XIXe siècle, on améliore un terrain aquatique de deux manières par « assèchement » ou par accoulin ou atterrissements. Dans le premier cas on tâche de faire prendre aux eaux un cours réglé moyennant des rigoles, fossés et canaux qui suivent des pentes plus basses que les endroits les plus profonds du terrain que l'on veut « mettre à sec », et qu'on fait aboutir à un terme où ils ne peuvent porter de préjudice. On retient aussi les eaux dans leur propre lit pour empêcher qu'elles ne se répandent dans la campagne, ce qui se fait le plus souvent en fortifiant par de fortes digues ou levées, les bords du lit, et si cela ne suffit pas on leur prescrit une autre route en la détournant.
Si les eaux se réunissent dans des lieux bas entourés de hauteurs, qui empêchent qu'elles ne s'évacuent, ou qu'on y rencontre des sources, elles formeront nécessairement des marais; à moins qu'on ne leur fasse des fossés qui rassemblés en canaux conduiront les eaux dans le fleuve le plus proche, ou à la mer, si elle est à portée. Mais il faut que le fond d'où elles partiront pour s'y rendre soit plus élevé que le niveau de le lit du fleuve, et qu'il n'y ait pas de montagnes ou collines intermédiaires formant obstacle. Lorsque les eaux d'un canal de décharge peuvent être au-dessus du niveau des plus grandes crues du fleuve où elles doivent entrer, rien ne s'oppose à leur libre écoulement. Si au contraire par grandes crues, le fleuve s'élève plus haut que le niveau du canal de décharge, ce qui ne manquera pas d'arriver quand ses bords seront digués, alors le canal pourrait devenir plus nuisible qu'avantageux, en fournissant au fleuve un débouché pour inonder le pays alentour. Le seul moyen de remédier à cette situation est de faire une écluse à l'embouchure du canal, pour retenir les eaux du fleuve quand elles sont plus élevées que celles de l'écoulement, écluse que l'on ouvre dès que les premières seront devenues plus basses. Il faut que ce canal soit assez large et ses bords digués de manière qu'il puisse contenir, pendant la grande crue du fleuve, toutes les eaux que les fosses ou rigoles recevront, compris celles qui se produisent lors d'orages importants, le temps que leur niveau acquière un niveau supérieur aux eaux du fleuve.
Certains canaux ont une telle taille qu'ils sont en plus conçus pour la navigation, comme on le voit en Hollande.
Lorsqu'on veut améliorer des situations qui sont si basses qu'elles ne peuvent avoir d'exutoire par aucun endroit, on se sert de la nature même pour les élever en faisant en sorte que les eaux troubles des rivières, des ravins ou autres courants à portée, y forment des dépôts de limon et des atterrissements. On dirige le cours des eaux pluviales ou celui d'une rivière sujette à devenir boueuse vers le lieu à élever et on dispose le terrain de manière à retenir ou faire écouler les eaux à volonté. Chaque orage, chaque crue de la rivière amène une petite portion de limon, qui se dépose sur le terrain et l’élève nécessairement. Ce moyen est lent mais certain, et peu coûteux comparativement à tout autre. On l'appelle dessèchement par accoulin. Le Val di Chiana en Toscane offre un exemple d'élévation réalisé par des moyens similaires (terre-plein).
Tout étang devient marais et tout marais devient terre cultivable par le seul effet de l'accumulation annuelle des détritus des racines, des tiges, et des feuilles, des plantes qui y croissent. L'homme favorise l'accélération de ce moyen en substituant des plantes qui fournissent plus de détritus à celles qui en fournissent moins ; ainsi le roseau élève plus promptement le fond des étangs que le jonc ; l'aulne, de par la rapidité de sa croissance et la longueur de ses racines convient parfaitement pour élever les marais. Cela s’appelle « élever le sol » mais aussi cultiver en billon, ou former des ados.

### Machines à élever les eaux
Une tradition porte à croire que l'emploi de moulins à vent (poldermolens) dans le dessèchement des terres, est pratiqué en Hollande vers le commencement du XVe siècle.
Les mécanismes propres à l'élévation des eaux sont utiles à l'irrigation comme pour les travaux d'assèchement : la vis d'Archimède, pour de plus grandes élévations, on emploie des chapelets à godets ou des norias par la suite des pompes, la force est donnée par un moulin à vent, par une éolienne (une pompe à vent), puis par des moteurs. À la révolution industrielle on profite souvent des roues hydrauliques des moulins et usines à proximité en attachant aux aubes des godets fixes ou mobiles disposés de manière qu'ils se remplissent quand ils sont en position basse et qu'ils se déversent latéralement dans une auge en position haute.

## Le marais et le Prince
En France, le travail de dessiccation des marais, a d'abord été réalisé par les abbayes. Souvent interrompus sous la Guerre de Cent Ans et les guerres de religion, ce travail se poursuit au XVIIe siècle avec le concours des Hollandais. Sur tous les rivages d'Europe occidentale, de la Hollande aux Fens, et des Charentes aux étangs littoraux d'Italie, les dessécheurs sont au travail, entre 1600 et 1660.

### Les Hollandais auXVIIesiècle

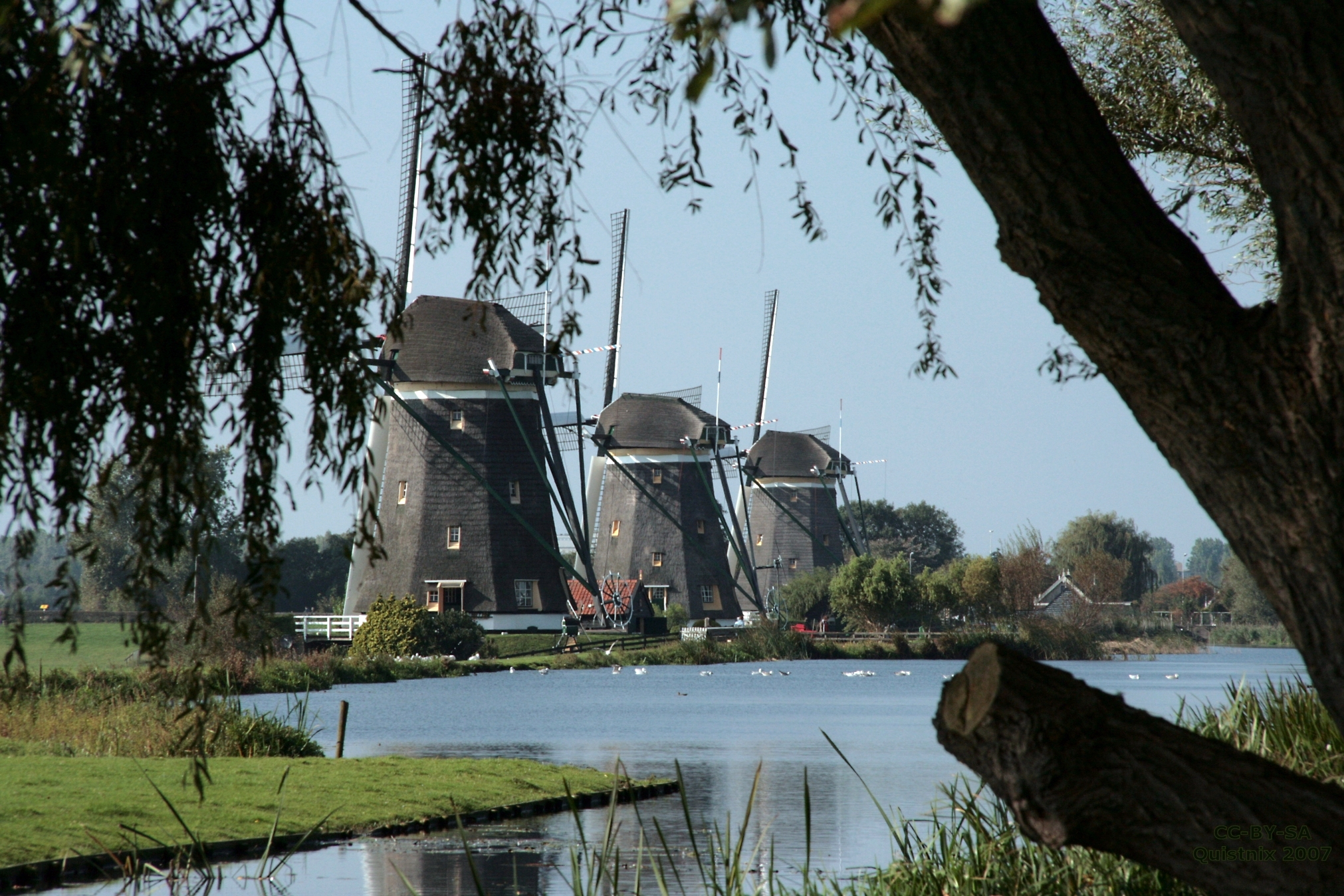
Moulins de polder à Leidschendam.

Aux Pays Bas, au XIXe siècle l'assèchement d'une surface n'est jamais totale acquis. La difficulté n'est plus d'ouvrir une issue à l'eau mais de lui fermer toute entrée et de pomper l'eau de pluie et l'eau de source par des machines qui ne cessent de fonctionner. Le dessèchement d'un lac ou d'un marais et sa transformation en polder s'exécute ordinairement de deux manières. Des particuliers après avoir obtenu du gouvernement la concession des terrains ou les avoir achetés s'organisent en compagnie. On entoure le plas ou le marais d'une double digue et d'un canal d'écoulement, on construit des moulins, on dessèche le nouveau polder que les entrepreneurs se partagent entre eux ou revendent à d'autres personnes. Une exemption d'impôt est accordée pour vingt ans pour les terres. Les propriétaires nomment ensuite un dijkgraaf qui préside un comité de direction chargé d'entretenir en bon état aux frais communs les digues, les moulins et les écluses. L’État se charge quelquefois de l'entreprise.
C'est au commencement du XVIIe siècle que sont exécutés de vastes travaux de dessèchement. Les Hollandais possédant alors 1 200 gros navires marchands, se sont enrichis par le succès de leur commerce aux Indes. Le premier dessèchement sur une grande échelle se fait dans la Hollande septentrionale aux alentours de 1610. Des lacs formés par la nature notamment ceux du Beemster, du Purmer (par Jan Adriaanszoon Leeghwater) et du Schermer se changent en une belle et riche campagne. En 1605 des investisseurs privés ont commencé à assécher le lac Beemster, travail quasi-terminé en 1610, mais le lac se remplit à nouveau à cause d'une rupture des digues de la Zuiderzee. Il est décidé de construire une digue circulaire d'un mètre de hauteur au-dessus du pays environnant. En 1612, le polder est à sec et la terre répartie entre investisseurs. Au début du polder, les agriculteurs occupent leurs terres pour y faire pousser les cultures nécessaires aux longs voyages en mer de la VOC. Il s’avère que les terres agricoles sont bonnes et le projet est considéré à l’époque comme un succès économique, contrairement à l'exemple de Heerhugowaard. De 1608 à 1640 vingt six lacs se transforment en polders dans la même province. Les moulins de polder sont employés dès le commencement du XVe siècle.
La Hollande fournit à la France, à l'Angleterre et à l'Allemagne, des hydrauliciens chevronnés tels Cornelius Vermuyden, Humphrey Bradley et Jean Van Ens, qui viennent accompagnés des techniciens et des capitaux hollandais.
Bien qu'elle n'ait pas manqué de terres, la France a participé à la modernisation agricole qui devient la tendance début XVIIe siècle; l'étang de Pujaut est précurseur, desséché en 1583. À partir de 1599, les entreprises d’assèchement relativement isolées cèdent la place à un projet beaucoup plus vaste, embrassant l’ensemble du royaume (Édit de 1599). S’appuyant sur une politique économique fondée sur des principes mercantilistes et bodinien et sur le triomphe du parti financier, Henri IV s’attache à la reconstruction économique du royaume tout autant que d’asseoir le pouvoir royal. Cet effort touche l’ensemble des secteurs économiques et les privilèges accordé à l’hydraulicien brabançon Humphrey Bradley – nommé « maistre des digues du royaume » – constitue l’aspect agricole d’une politique bien plus vaste touchant à l’ensemble des secteurs de l’économie. L’édit de 1599 repose sur une philosophie simple : monopole à Bradley sur l’ensemble du royaume de France afin d'assécher les lacs et marais de France, de sorte que nul autre que lui ne peut entreprendre de dessèchement, sa personne ainsi que celles de ses associés et domestiques sont déclarées spécialement placées sous sauvegarde et protection royales ; Bradley s'auto-finance, la charge des opérations revient donc entièrement à celui-ci ; il est en revanche prévu qu’il se rémunère à l’issue des assèchements par l’appropriation d’une partie des terres desséchées, l’autre revenant aux propriétaires initiaux; un droit d'expropriation est donc instauré. Afin de lever les fonds nécessaires, Bradley est libre de contracter des associations avec qui il le souhaite. Il peut par ailleurs monnayer son privilège et sa compétence technique contre une part des investissements dans les projets d’assèchement. Dès 1605, et à l’issue des difficultés rencontrées au cours de l’assèchement des marais de Bordeaux, de Lesparre-Médoc et de Tonnay-Charente, Bradley fonde une société, l’Association pour l’assèchement des lacs et marais de France, dont les structures sont restées stables jusqu’en 1639, s’articulant autour de différentes personnalités. En tant que détenteur du privilège et du savoir technique, Bradley en constitue le premier ; le deuxième pôle repose sur les frères Comans et sur François de La Planche, notamment connus pour avoir fondé la manufacture des Gobelins. Venus de Flandre et du Brabant, ils bénéficient de la protection du Surintendant des Bâtiments, Jean de Fourcy, dont la présence est dénoncée par celle de Louis Métezeau, architecte des bâtiments du roi travaillant sous sa direction. Fourcy forme avec Nicolas de Harlay et Henri Coiffier de Ruzé d'Effiat le pôle aristocratique de l’entreprise. Leur attention se porte d'abord sur les marais du littoral atlantique. Les assèchements des marais d’Arles et du Petit-Poitou profitent de mécanismes similaires.

#### Marais Poitevin

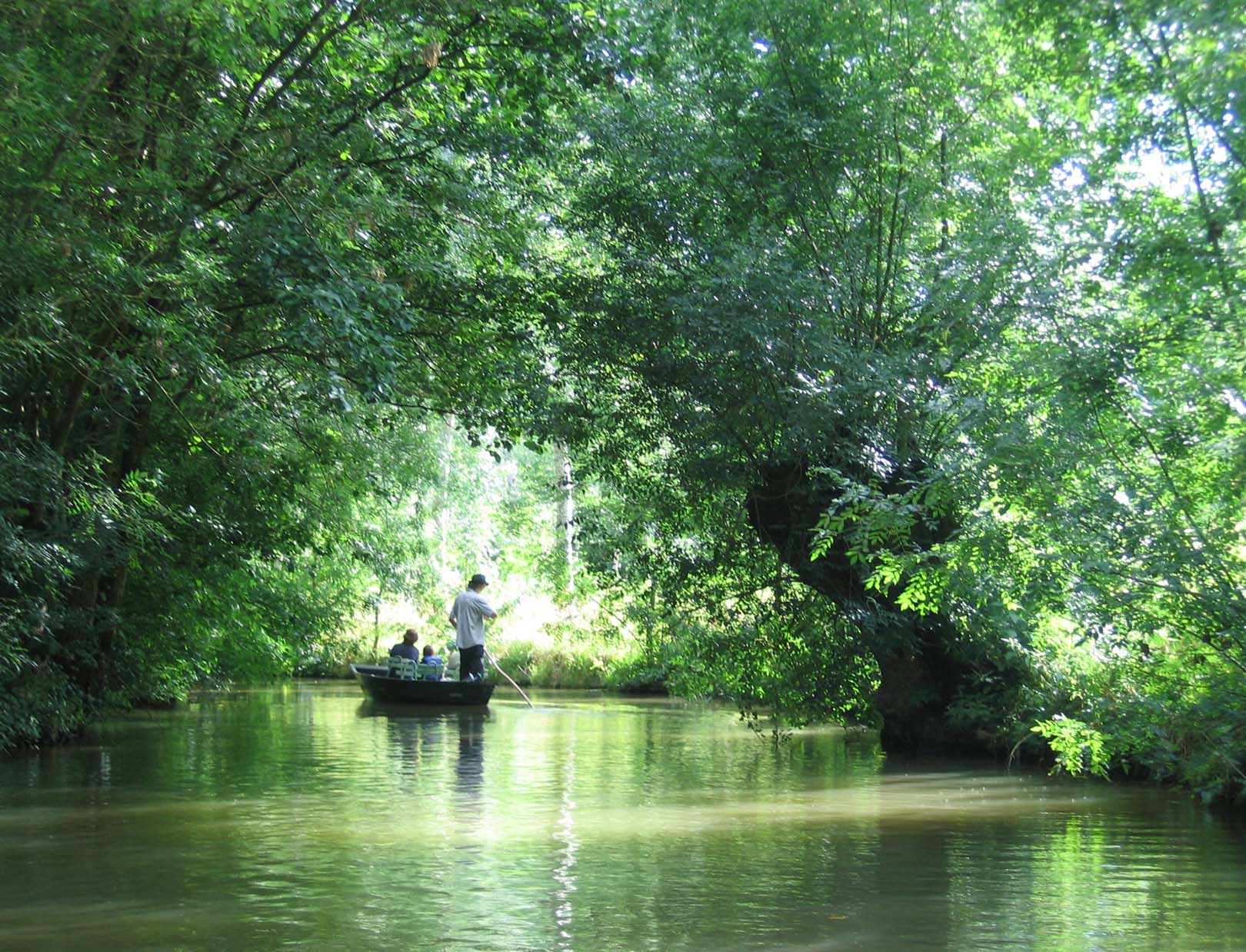
Le marais poitevin.

Le Marais poitevin s'est constitué de manière naturelle, par le colmatage de l'ancien Golfe du Poitou, qui s'est petit à petit comblé de vases au cours d'un passé géologiquement récent : les vases molles (slikke) forment dans ces zones abritées et de faible profondeur, des dépôts réguliers ; petit à petit les vases situées le plus en amont et recouvertes seulement par les très grandes marées, se dessèchent, sont gagnées par la végétation (mizotte) et se transforment en « schorres » ou « prés salés ». Dès qu'une zone de vases est « mûre », l'homme depuis le Moyen Âge l'entoure de digues, qui la protègent contre la mer et contre les eaux douces. On obtient ainsi des « prises » indépendantes les unes des autres, que l'on assèche. On y creuse tout un réseau de petits fossés, qui drainent les eaux vers un fossé intérieur bordant la digue, ce qui a pour effet de consolider les vases et de les transformer en « argile à scrobiculaires », communément appelée « terre de bri ». Un système d'écluses permet de laisser échapper les eaux du nouveau polder, lorsque la marée est basse et lorsque le niveau des eaux douces avoisinantes est lui-même plus bas. Ce travail, d'abord réalisé par les abbayes, continue au XVIIe siècle avec le concours des Hollandais et de Humphrey Bradley, et au XIXe siècle avec l'aide des Syndicats des marais.

#### The Fens
Le hollandais Cornelius Vermuyden et les Adventurers réalisent l'assèchement les marais du Fens, de Isle of Axholme en Angleterre.

### Les Anglais auXIXesiècle
Par le Land Drainage Act de 1847 qui ne sera que le dernier, l’Angleterre s'engage dans des travaux de drainage des terres de grande envergure, suivie aussitôt par la France. À l’occasion, un métier apparaît celui de « draineur ». Les mots « drainer » « drain » « draineur » « drainage » passent en force dans la langue française, dans une traduction de l'ouvrage de Henry Stephens, A manual on practical draining par un certain Auguste Faure (1807-1863). Une première mention du terme dans le Dictionnaire de la langue française (Littré) (Tome 2. 1873) donne cette définition pour drainage : l'« Art d'assainir les terres trop humides au moyen de rigoles souterraines que l'on garnit intérieurement de pierres ou de fascines, de briques ou de tuiles ; on remplace le plus souvent ces rigoles par des tuyaux en terre cuite, dits drains ». Le « drain » nous dit le même dictionnaire est un tuyau de terre cuite « servant à recevoir l'eau dans l'opération du drainage ; les tuyaux, de 30 centimètres de longueur environ, sont placés bout à bout ; et les interstices des jointures suffisent pour laisser filtrer l'eau ». Le drainage, seconde moitié du XIXe siècle, devient une science, dispensée à grande échelle et de manière systématique.
La loi du 19 juin 1857, également appelée « Loi relative à l'assainissement et de mise en culture des Landes de Gascogne », vise à assécher les vastes zones humides marécageuses présentes sur la majeure partie du territoire et à les mettre en exploitation. Elle marque le début de l'extension de la forêt des Landes, conduisant à la généralisation du procédé de gemmage dans la région, mais aussi à la fin du système agro-pastoral traditionnel et à la disparition du berger landais.

### En Italie
S’étalant sur plusieurs siècles, on est parvenu en Italie à rendre fertile une partie du Mantouan du Ferrarais (Marais Padusa sur le delta du Pô surtout par les aménagements Cavo Benedettino puis du Cavo Napoleonico) et de la Lombardie. En 1928, Mussolini proclame la « bataille pour la terre », dont la vitrine demeure l'assèchement des Marais pontins près de Rome, qui sont mis en culture. Des villes sont fondées et construites sur le marais, telles Aprilia, Pomezia, Littoria, Sabaudia, Latina, Pontinia (Fertilia, en Sardaigne).

## Exemples

### En France
- Marais de Groléjac

### En Irak
Les marais salé alluvial du Tigre et de l'Euphrate est un grand réseau de marais et de rivières dans le sud Irak, traditionnellement habitée en partie par les Arabes des marais.